# Estevan Fernandiz d'Elvas
Estevan Fernandiz d’ Elvas fue un trovador portugués de finales del siglo XIII y primera mitad del siglo XIV, autor de lírica gallego-portuguesa.

## Biografía
Proviene de la localidad portuguesa de Elvas. Su actividad poética se centra en la primera mitad del siglo XIV, Estevan da Guardia utilizó un fragmento de su cantiga 'O meu amigo, que por mim o sen' para una de sus composiciones, de ello se deduce que pudo frecuentar la corte de Don Dinís, Alfonso IV o la del conde de Barcelos.

## Obra
Se conservan siete obras: cuatro cantigas de amigo y tres cantigas de amor. Todas recopiladas en el Cancionero de la Biblioteca Vaticana y en el Cancionero de la Biblioteca Nacional de Lisboa.